# Chris Haslam
Chris Haslam (nacido el 19 de diciembre de 1980) es un patinador canadiense, originario de las Cataratas del Niágara, Ontario. Cuando tenía 11 años de edad, Haslam se trasladó a Singapur con sus padres. La familia de Haslam regresó a Canadá por un año en 1996, viviendo en Komoka, cuando tenía 16 Años.
Chris es reconocido por ser un patinador innovador, sus técnicas de skateboarding son definidas por creatividad y progresión.
Haslam empezó a patinar a la edad de 13 años mientras vivía con sus padres en Singapur. Su primera tabla de skate era de la empresa Santa Cruz. El primer truco que Haslam aprendió fue un "kickflip". Durante su residencia en Singapur, Haslam entró en su primera competición de skate junto a su hermano. Fue un Concurso de Mini-rampa; Haslam Terminó en el 4rto Puesto tras empatar contra su hermano por el tercer puesto, Chris Haslam dijo después del concurso: "Creo que ellos no podían dar el trofeo a dos tipos, así que supongo que me pusieron en el cuarto lugar, por lo que terminé con eso"
La primera fotografía de Haslam publicada en una revista apareció en Concrete Powder. La fotografía fue tomada en la Universidad de British Columbia; Haslam estaba ejecutando un ollie.

## Negocios
En julio de 2012, Haslam lanzó un anuncio en línea para Leftover Hardware, una compañía que fundó junto a sus amigos. Además, en diciembre de ese mismo año, reveló en Alli Sports que había cofundado una empresa de griptapes junto con un amigo, llamada Gypsy Grip.
En septiembre de 2013, Leftover Hardware lanzó una línea de material llamada "Haslam's Hardware", en la que el producto se encuentra en una caja de cartón en la que aparece una imagen de Haslam con un casco vikingo comiendo rodamientos de skate como si fuesen cereales.

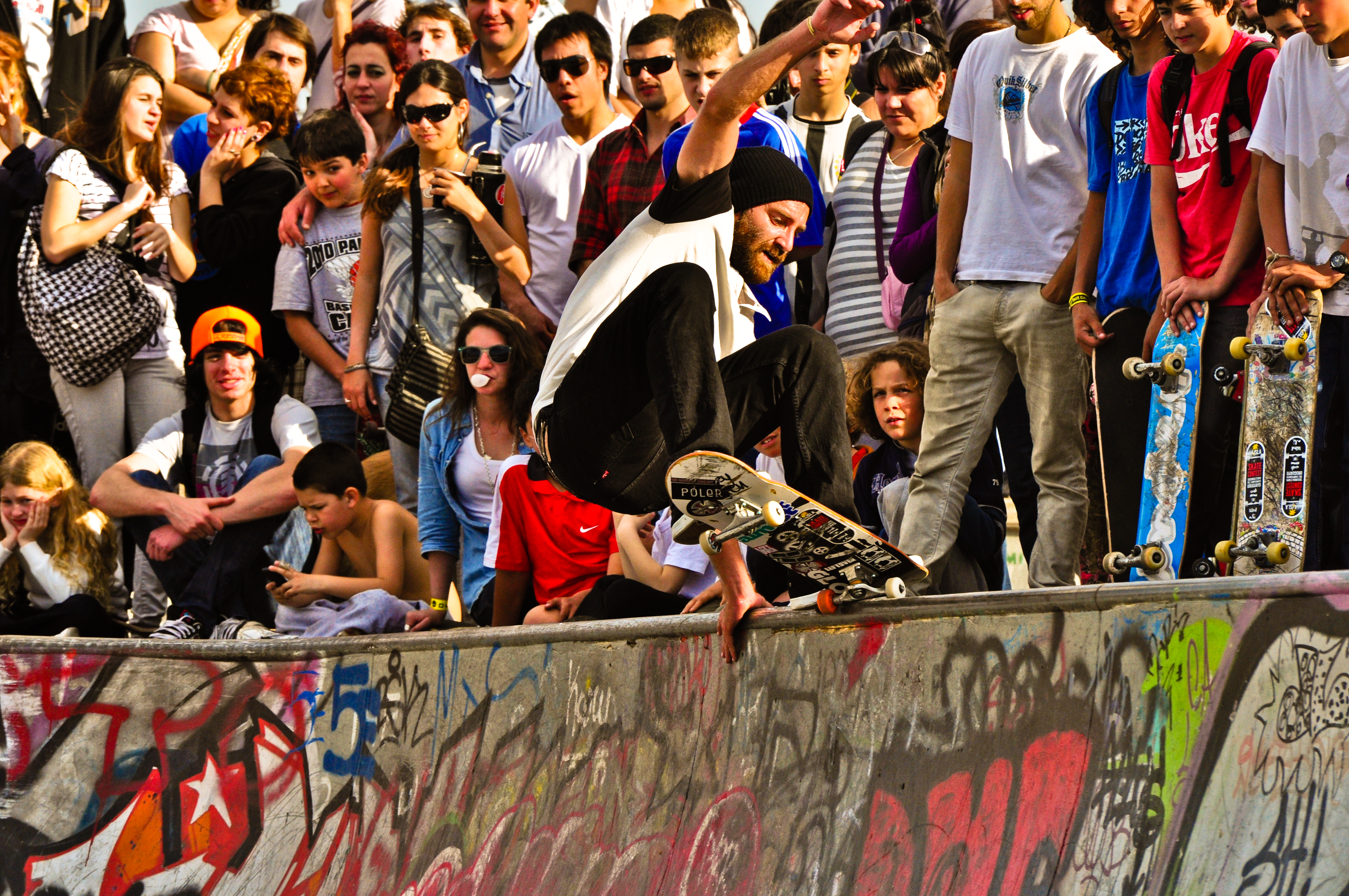
Chris Haslam en 2011.

## Patrocinadores
Los principales patrocinadores de este skater son Independent Trucks, Bones Wheels, Vestal, Dakine, Swiss, Gypsy Grip, Leftover Hardware y Sitka Clothing.
En abril de 2017, Haslam comunicó a través de las redes sociales que se separaba de dos de sus principales patrocinadores, Almost Skateboards y Globe Shoes. El post en el que comunicó esta decisión fue el siguiente:
"Ha llegado el momento en el que debo separar mi camino de el de mis compañeros de Almost Skateboards y Global Shoes. No podría expresar 16 años de agradecimientos en un simple post de IG...gracias por todas las increíbles aventuras a lo largo de estos años, amigos. Aquí llegan nuevos comienzos."

## Filmografía
- Skate Canada 6 (Unknown)
- Deca: Second to None (2001)
- Digital - Fajsha (2003)
- Thrasher: King Of The Road 2004 (2004)
- Almost: Almost: Round Three (2004)
- 411VM: Volume 13, Issue 2 (2005)
- 411VM: Volume 14, Issue 4 (2006)
- Almost: Cheese and Crackers (2006)
- Strange Notes: Ozfest (2006)
- Strange Notes: NY To Shanghai (2006)
- Globe: United By Fate (UBF) (2007)
- Momentum: Uno Momentum Por Pavor (2007)
- Thrasher: Money For Blood (2007)
- Momentum: Japan Tour (2008)
- Transworld: Skate & Create (2008)
- Independent: 30th Anniversary Tour (2008)
- Fuel TV: Riding the Long White Cloud (2009)
- Dakine: Tiki Tour (2009)
- Independent: Euro Tour (2009)
- Momentum: Yo Llama! Llama! (2011)
- Thrasher: Double Rock: Almost (2011)
- Thrasher: Double Rock: Globe (2012)
- Almost: 5-Incher (2012)